# Un abbraccio unico
Un abbraccio unico è un album discografico in studio del cantautore italiano Ron, pubblicato il 20 febbraio 2014.

## Descrizione
L'album viene pubblicato a distanza di sei anni dal precedente album di inediti Quando sarò capace d'amare. La title track ed il brano Sing in the Rain sono stati presentati in gara nel corso del Festival di Sanremo 2014. Il disco contiene la nuova versione di Sabato animale, brano precedentemente pubblicato da Ron nell'album Le foglie e il vento del 1992, qui rieseguita in duetto con Dargen D'Amico. Dal 9 maggio 2014 entra in rotazione radiofonica America, secondo estratto dell'album, con testo firmato da Lucio Dalla.

## Tracce
1. Un abbraccio unico - 3:51
2. Sing in the Rain - 3:17
3. La foto che è in me - 4:04
4. Cuore nudo - 4:53
5. Sabato animale 2014 feat. Dargen D'Amico - 5:17
6. America - 3:54
7. Nel mio mondo - 3:57
8. Malala - 4:48
9. L'inguaribile voglia di vivere - 3:41
10. 60 minuti - 4:09

## Formazione
- Ron - voce
- Elvin Betti - batteria, percussioni
- Antonio Petruzzelli - basso, contrabbasso
- Michele Clivati - chitarra, dobro, ukulele, banjo
- Patrick Benifei - pianoforte, tastiera, cori, fischio
- Stefano Brandoni - chitarra, dobro, ukulele, banjo
- Roberto Gualdi - batteria, percussioni
- Roberto Vernetti - programmazione